# Сельскохозяйственный район штата Пернамбуку (мезорегион)

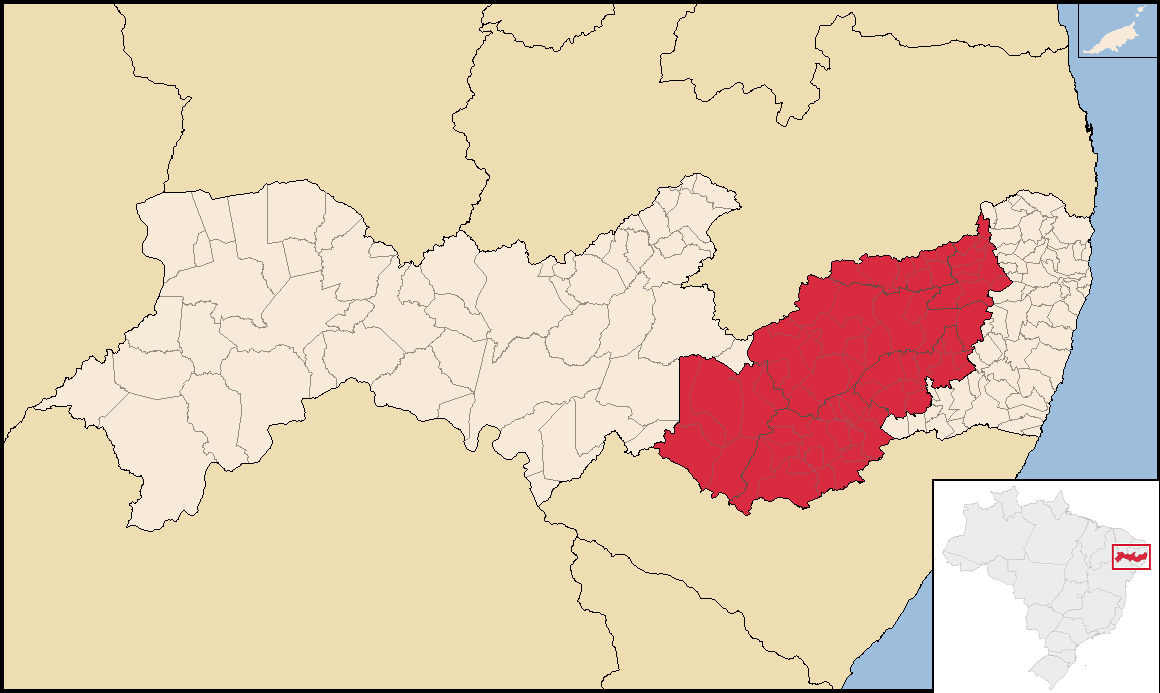
Сельскохозяйственный район штата Пернамбуку на карте.

Сельскохозяйственный район штата Пернамбуку (порт. Mesorregião do Agreste Pernambucano) — административно-статистический мезорегион в Бразилии. Входит в штат Пернамбуку. Население составляет 2 217 600 человек (на 2010 год). Площадь — 24 532,398 км². Плотность населения — 90,39 чел./км².

## Демография
Согласно сведениям, собранным в ходе переписи 2010 г. Национальным институтом географии и статистики (IBGE), население мезорегиона составляет:
| Полное население                            | Полное население                            | Полное население                            | Полное население                            | 2 217 600 |
| ------------------------------------------- | ------------------------------------------- | ------------------------------------------- | ------------------------------------------- | --------- |
| в том числе:                                | Городское население                         | 1 526 963                                   | Процент городского населения, %             | 68,86     |
|                                             | Сельское население                          | 690 637                                     | Процент сельского населения, %              | 31,14     |
|                                             | Мужское население                           | 1 076 934                                   | Процент мужского населения, %               | 48,56     |
|                                             | Женское население                           | 1 140 666                                   | Процент женского населения, %               | 51,44     |
| Плотность населения, чел/км²                | Плотность населения, чел/км²                | Плотность населения, чел/км²                | Плотность населения, чел/км²                | 90,39     |
| Население мезорегиона в % к населению штата | Население мезорегиона в % к населению штата | Население мезорегиона в % к населению штата | Население мезорегиона в % к населению штата | 25,21     |

## Состав мезорегиона
В мезорегион входят следующие микрорегионы:
1. Алту-Капибариби
2. Брежу-Пернамбукану
3. Гараньюнс
4. Медиу-Капибариби
5. Вали-ду-Ипанема
6. Вали-ду-Ипожука